# Женская сборная Азербайджана по волейболу
Женская национальная сборная Азербайджана по волейболу — представляет Азербайджан на международных соревнованиях по волейболу. Управляется Федерацией волейбола Азербайджана. Впервые была собрана в 1993 году. Высшее достижение — 4-е место на чемпионате Европы (2005, 2017).

## Достижения

### Чемпионаты мира
- 1994 — 9-е место
- 2006 — 13-е место
- 2014 — 15-е место

Состав: Джейран Алиева, Ксения Коваленко, Анастасия Гурбанова, Оксана Пархоменко, Одина Байрамова, Айшан Абдулазимова, Елена Пархоменко, Натаван Гасымова, Яна Матиашовска-Агаева, Катерина Жидкова, Оксана Киселёва, Полина Рагимова
- 2018 — 15-е место

### Чемпионаты Европы
- 2005 — 4-е место

Состав: Илаха Агаева, Натаван Гасымова, Алла Гасанова, Инесса Коркмаз, Валерия Коротенко, Ксения Коваленко, Наталья Мамедова, Оксана Мамедьярова, Оксана Пархоменко, Елена Пархоменко, Елена Шабовта, Ирина Симинягина
- 2007 — 12-е место
- 2009 — 12-е место
- 2011 — 9-е место
- 2013 — 15-е место
- 2015 — 14-е место
- 2017 — 4-е место
- 2019 — 10-е место
- 2021 — 24-е место

### Гран-при
- 2006 — 10-е место

### Евролига
- 2014 — 4-е место
- 2016 — победитель
- 2018 — 5-е место
- 2019 — 10-е место
- 2021 — 11-е место

### Игры исламской солидарности
- 2021 — 3-е место

### Кубок Бориса Ельцина
- 2003 — 3-е место
- 2004 — 3-е место
- 2005 — 4-е место
- 2006 — 5-е место
- 2007 — 6-е место
- 2009 — 6-е место

### Турниры Spring Cup
- 1994 — 1-е место
- 1997 — 2-е место
- 1998 — 2-е место
- 2002 — 2-е место
- 2004 — 1-е место
- 2007 — 2-е место

## Отборочные этапы

### Евро 2023
В квалификации к чемпионату Европы 2023 Азербайджан играл в группе D со Словенией, Австрией и Грузией. Азербайджан занял второе место и прошёл в финальный этап.
Состав на отборочном турнире: Айшан Абдулазимова, Кристина Бесман, Маргарита Степаненко, Айнур Иманова, Юлия Керимова, Алена Харченко, Елизавета Рубан, Одина Алиева, Мария Кириллюк, Беяз Алыева, Шафагят Алышанова, Анастасия Мерцалова, Никалина Башнакова, Валерия Кондратьева.

## Чемпионат Европы

### Евро 2023
На чемпионате Европы Азербайджан занял 5 место в группе C, и не прошёл в 1/8 финала.
Состав на Евро: нападающие — Полина Рагимова, Одина Алиева, Елизавета Рубан, Маргарита Степаненко, Никалина Башнакова, Улькер Керимова; блокирующие — Айшан Абдулазимова, Олена Харченко, Айнур Иманова, Мария Кирилюк, Анастасия Мерцалова, Ксения Павленко; связующие — Кристина Бесман, Яна Дорошенко, Шафагят Алышанова; либеро — Юлия Керимова, Беяз Гулиева.

## Евролига

### 2025
На ноябрь 2024 года сборная занимала 19 место в рейтинге Европейской конфедерацией волейбола. Поэтому в Евролиге 2025 сборная приняла участие в групповом этапе Золотой лиги. 
Азербайджан сыграл с  Венгрией, Словенией, Словакией, Черногорией, Румынией и Хорватией.
Матчи прошли с 30 мая по 29 июня 2025 года.
30 мая сборная уступила Венгрии (0:3). 1 июня проиграла Словении (0:3). Матчи прошли в Баку.
Следующие 4 матча сборная сыграет на выезде: 6 июня против Словакии, 7 июня — с Черногорией, 13 июня — с Хорватией, 14 июня — с Румынией.
В Евролиге 2025 принимают участие 12 команд. Каждая сыграет по 6 встреч. 4 лучшие сборные сыграют в Финале четырёх.

## Текущий состав
На июнь 2025:
| №                       | Имя                 |
| Центральные блокирующие |                     |
| 10                      | Анастасия Мерцалова |
| 11                      | Айнур Иманова       |
| 22                      | Мария Кирилюк       |
| Связующие               |                     |
| 2                       | Яна Дорошенко       |
| 4                       | Валерия Буркова     |
| 6                       | Разия Алиева        |
| Диагональные нападающие |                     |
| 1                       | Джейран Иманова     |
| 5                       | Елизавета Буркова   |
| 8                       | Улькер Керимова     |
| 9                       | Никалина Башнакова  |
| 14                      | Ильхама Азимова     |
| 21                      | Ксения Павленко     |
| Либеро                  |                     |
| 16                      | Юлия Керимова       |
| 19                      | Байаз Гулуева       |

## Состав 2024
На июль 2024 года в состав сборной входили Улькер Керимова, Никалина Башнакова, Айнур Иманова, Анастасия Мерцалова, Яна Дорошенко, Юлия Керимова, Маргарита Степаненко, Мария Крылюк, Анастасия Байдук, Ильхама Азимова, Джейран Алиева, Марианна Абуева, Санубар Алескерова, Разия Алиева.

## Состав на чемпионате мира 2014
Состав сборной на чемпионат мира 2014 года
| №  | Имя, фамилия           | Дата рождения | Рост | Амплуа      | Клуб        |
| -- | ---------------------- | ------------- | ---- | ----------- | ----------- |
| 1  | Джейран Алиева         | 03.01.1995    | 165  | либеро      | «Азерйол»   |
| 2  | Ксения Коваленко       | 21.11.1986    | 190  | центральная | «Азерйол»   |
| 3  | Анастасия Гурбанова    | 04.12.1989    | 190  | нападающая  | «Азерйол»   |
| 4  | Оксана Пархоменко      | 28.07.1984    | 184  | связующая   | «Азерйол»   |
| 5  | Одина Байрамова        | 22.05.1990    | 182  | нападающая  | «Азерйол»   |
| 6  | Айшан Абдулазимова     | 11.04.1993    | 177  | центральная | «Локомотив» |
| 7  | Елена Пархоменко       | 11.09.1982    | 186  | центральная | «Игтисадчи» |
| 8  | Натаван Гасымова       | 08.07.1985    | 176  | связующая   | «Азерйол»   |
| 10 | Яна Матиашовска-Агаева | 07.07.1987    | 195  | нападающая  | «Трефль»    |
| 11 | Катерина Жидкова       | 28.09.1989    | 187  | нападающая  | «Азерйол»   |
| 16 | Оксана Киселёва        | 30.05.1992    | 178  | нападающая  | «Локомотив» |
| 17 | Полина Рагимова        | 05.06.1990    | 194  | нападающая  | «Хёндэ»     |

## Главные тренеры
- Александр Червяков[азерб.] (2013 — ?)[11][12]
- Джованни Капрара (17 мая 2019 — 9 сентября 2019)[13][14]
- Васиф Талыбов ( — 2021)[15]
- Вюгар Алиев (15 мая 2021 — )[15]
- Эльдар Юсубов (20 мая 2022 — 2022)[16][17]
- Атаман Гюнейлигиль[англ.] (13 мая 2023 — 23 октября 2023)[18][19]
- Фаиг Гараев (с 27 декабря 2023)[20]